# Littera Florentina
Le Pandette Pisane (o Codex Pisanus, note anche come Littera Florentina o Codex Florentinus) sono un manoscritto conservato presso la Biblioteca Medicea Laurenziana di Firenze, considerato particolarmente importante in quanto riporta pressoché interamente (sebbene non manchino le lacune all'interno del testo) la parte più rilevante del Digesto, compilazione delle opere dei principali giuristi romani voluta dall'imperatore bizantino Giustiniano I, con una datazione molto vicina a quella della stesura originale.

## Storia
La datazione si situa attorno al VI secolo, anche se alcuni studiosi tendono a ritenerla posteriore, comunque non oltre il VII secolo. L'esistenza del manoscritto, proveniente da Bisanzio (via Amalfi secondo una tradizione cinquecentesca non confermata), è documentata a Pisa nel XII secolo. Tra il 1360 e il 1362 Leonzio Pilato, su incarico del Consiglio degli Anziani fiorentino ne cominciò la trascrizione e traduzione, poi interrotta per il guastarsi dei rapporti diplomatici tra Pisa e Firenze: il lavoro di Leonzio è conservato in forma di due fascicoli pergamenacei, allegati, rispettivamente, al termine del primo e all'inizio del secondo tomo. Nel frattempo il manoscritto iniziò a essere oggetto dell'interesse di numerosi umanisti, a cominciare da Giovanni Boccaccio, Francesco Barbaro, Ambrogio Traversari, Cristoforo Landino, Marsilio Ficino, Agnolo Poliziano, Carteromaco.
Il manoscritto fu conservato gelosamente nella chiesa di San Pietro in Vinculis a Pisa, fino al 1406, quando, dopo l'occupazione fiorentina, venne asportato come bottino di guerra e trasportato a Firenze per essere collocato a Palazzo dei Priori.
Poliziano nel 1490 ne operò una collazione con tre edizioni a stampa contemporanee, il che portò a varie correzioni ed estese revisioni del testo latino; dopo quest'epoca il governo di Firenze decise di tutelare ulteriormente il prezioso manoscritto, che iniziava a mostrare tracce di usura, commissionandone nel 1526 una copia a Niccolò Bonanni di San Gimignano, con miniature di Giovanni Boccardi; la fine della breve vita della repubblica fiorentina portò all'interruzione del lavoro.
Nel 1553 fu data alle stampe l'editio princeps a cura di Lelio Torelli e del di lui figlio Francesco, con la collaborazione di Piero Vettori.
Trasferito nella Sala della Guardaroba del Palazzo dei Priori, il manoscritto fu esaminato da Jean Mabillon e Antonio Magliabechi nel 1686; quattro anni dopo scampò fortunosamente a un grave incendio.
Nel 1761 il bibliotecario della Laurenziana, Angelo Maria Bandini, chiese e ottenne dal Consiglio di Stato il trasferimento dei manoscritti dalla Guardaroba alla Laurenziana; le polemiche susseguenti fecero sì che il trasferimento effettivamente avvenisse solo venticinque anni dopo, e solo nel 1793 i codici ritornarono fruibili al pubblico.
Dal principio del XX secolo, in seguito a restauro, il manoscritto è sfascicolato e conservato in due cassette rispettivamente di 450 e 476 fogli.